# Aphidius maximus
Espèce
Aphidius maximus est une espèce fossile d'hyménoptère de petite taille (quelques millimètres) du sous-ordre des Apocrita, de la famille des Braconidae, de la sous-famille des Aphidiinae, du genre Aphidius.

## Classification
L'espèce Aphidius maximus a été publiée par Nicolas Théobald en 1937. Cet holotype A1021, de l'ère Cénozoïque, et de l'époque Oligocène (33,9 à 23,03 Ma.) faisait partie de la collection personnelle de Nicolas Théobald et vient du gisement de gypse d'Aix-en-Provence dans les Bouches-du-Rhône. 

### Citations
L'espèce Aphidius maximus a été confirmée « comme appartenant » au genre Aphidius  par J. Ortega-Blanco et al. en 2009

## Description

### Caractères
La diagnose de Nicolas Théobald en 1937, : 

« Insecte dont le corps n'a pas conservé la couleur initiale; antennes brunes, ailes transparentes à nervures brunes. Tête transversale aussi large que le thorax, face courte, légèrement concave à l'avant; deux yeux latéraux arrondis; antennes plus longues que tête et thorax, articles homonomes et portant des poils fins. Cou net; thorax ovale; segmentation nettement visible; abdomen sessile; l'extrémité manque. Ailes transparentes; stigma allongé, bien marqué; 1re cellule cubitale fusionnée avec la cellule discoïdale, fermée vers l'extérieur par une nervure transversale peu apparente ».

### Dimensions
La longueur totale conservée est de 6 mm, la taille a dû atteindre 8 mm, la longueur de l'aile est de 6,5 mm.

### Affinités
« La nervation de l'aile antérieure rappelle par la forme de la celule disco-cubitale certains genres d'Icheumonidae. mais à cause de l'absence de la deuxième nervure récurrente et aussi par la nervation de l'aile postérieure, il faut ranger cet insecte dans le Braconidae. Il fait partie des Aphidiidae. Aphidius pini Hal. a une nervation semblable. Notre échantillon est de taille très supérieure à celle des Aphidius actuels, encore mal connus d'ailleurs. ».

## Biologie
« Les larves d'Aphidiidae sont parasites des Pucerons ».

## Galerie

images de l'holotype
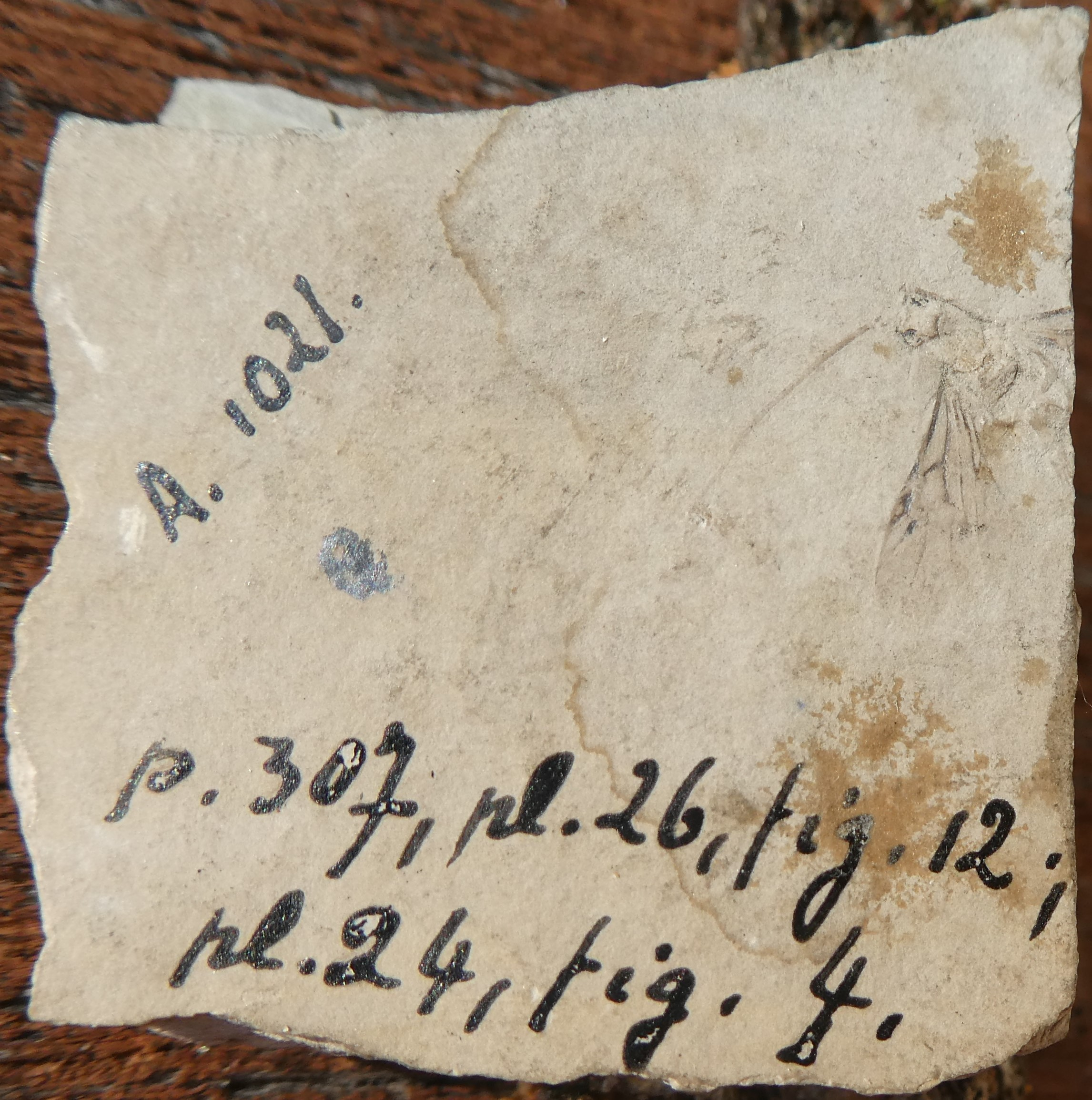
Empreinte sur calcaire d'Aphidius maximus N. THEOBALD 1937.
- Aphidius maximus dessin de l'holotype.
- Aphidius maximus 1937 Nicolas Théobald dessin de l'aile antérieure.

- Quelques espèces vivantes du genre Aphidius.
- video avec Aphidius colemani
- Aphidius ervi
- Aphidius matricariae sur l'Anémone des Apennins.
- Aphidius rhopalosiphi

### Publication originale
- [1937] Nicolas Théobald, « Les insectes fossiles des terrains oligocènes de France 473 p., 17 fig., 7 cartes,13 tables, 29 planches hors texte », Bulletin Mensuel de la Société des Sciences de Nancy et Mémoires de la Société des sciences de Nancy, Imprimerie G. Thomas,‎ 1937, p. 1-473 (ISSN 1155-1119 et 2263-6439, OCLC 786027547). .